# 프랑스문화원

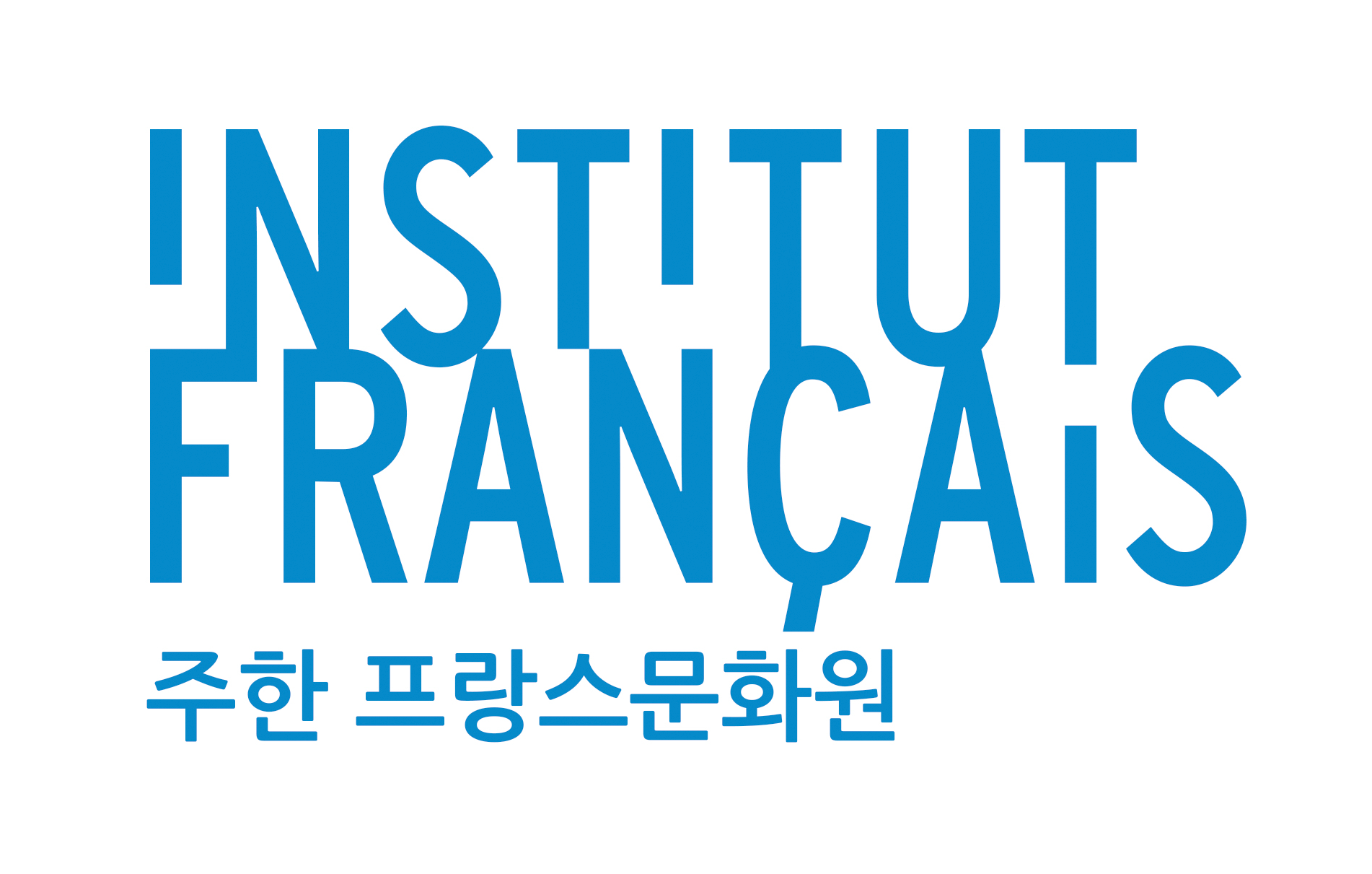

주한프랑스문화원은 1968년 9월, 경복궁 앞에 건립되었다. 광화문 근처에 위치한 프랑스문화원은 1980년대에 대한민국 정부의 검열을 면한 몇 안되는 기관 중 하나였다. 1999년 말이 되자, 프랑스문화원은 숭례문 인근에 있는 우리빌딩 18층으로 이전하였다.
2011년 4월, 프랑스 문화원은 공식적으로 ‘Institut français de la République de Corée’ 로 불리기 시작했다.
알리앙스 프랑세즈, 그리고 당국의 국제,지역 관계자와 밀접한 관계를 맺었다.

## 교육적 역할
연구소의 첫 번째 목표는 가능한 한 폭 넓은 청중에 코스, 프랑스어 코스 및 시험을 제공하는 것이다. IF Seoul은 프랑스의 언어와 관련된 문화 활동을 주로 제공하지만, DELF, DALF, TCF, DELF Prim, DELF Junior, TCF Quebec와 같은 다양한 국제 증명서를 인증하고 발급하는 것을 승인받기도 했다.

## 문화 활동
문화 연구 센터는 매년 여러 프로젝트에 따라, 국가와 지역 문화 현장에 참여하고 있다. 또한 이 연구소에는 젊은 사람들을 위한 독서클럽, 영화관, 회의실, 전시 갤러리를 비롯한 많은 공간이 자리 잡고 있다. L'IF는 프랑스와 한국 간의 문화 교류 증진의 일환으로, 외부 이벤트에 참여하고, 정부 또는 비정부 다른 문화 기관과 협력 하고 있다. 최근, 로컬 "FrenchCast"라고 불리는 프랑스 문화를 쉽게 홍보 할 수 있는 프로그램도 실천하고 있다.

## 추가 정보
연구소는 22,000여권의 책과 프랑스 일간 신문 및 주간지와 같은 프랑스 문화와 관련된 몇 천 종류의 문서들을 제공하는 미디어도서관을 도입했다.